# Batalha de Abu Klea
A Batalha de Abu Klea teve lugar entre as datas de 16 e 18 de janeiro de 1885, em Abu Klea, Sudão, entre a Coluna britânica do deserto e as forças madistas acampadas perto de Abu Klea. A Coluna do deserto, uma força de aproximadamente 1 100 soldados, partiu de Korti, Sudão em 30 de dezembro de 1884; a missão da Coluna do deserto, em um esforço conjunto intitulado "A Expedição de Ajuda a Gordon", foi a marcha através do deserto para o auxílio do general Charles George Gordon em Cartum, Sudão, que estava cercada pelas forças madistas.
O local é geralmente conhecido nos registros militares britânicos como Abu Klea, que surgiu como uma tentativa britânica contemporânea para escrever seu nome em árabe, Abū Ţulayḩ (أَبُو طُلَيْح).

## Antecedentes
As forças contrárias eram constituídas de 1 100 britânicos da Coluna do Deserto sob o comando de Sir Herbert Stewart, contra uma força sudanesa de aproximadamente 12 000 combatentes. Enquanto a força principal britânica (a Coluna do Rio), liderada pelo general Sir Garnet Wolseley, percorria por rio desde Korti até Cartum, a coluna de Stewart atravessava o deserto, diretamente em direção a Cartum, pois o tempo estava acabando de acordo com as poucas informações disponíveis que chegavam dos britânicos sitiados naquela cidade. A coluna era composta de quatro regimentos de tropas montadas em camelos (infantaria de guarda, pesada, ligeira e montada), formados a partir de destacamentos de diferentes regimentos do Egito e a Coluna do Rio, e um destacamento de cavalaria da 19ª de Hussardos. Quatro peças de armamentos leves de campo e uma pequena Brigada Naval manejando uma metralhadora Gardner, completava a força.

## Batalha
Quando a Coluna do Deserto se aproximava dos poços de água em Abu Klea, foi atacada por uma força madista. Stewart posicionou as tropas formando um quadrado, com o canhão na face norte e a Brigada Naval, com sua metralhadora Gardner, em um canto do quadrado. Vários oficiais e marinheiros do navio de guerra britânico HMS Alexandra morreram na batalha. Quando os britânicos avançaram para flanquear a força madista, uma lacuna se abriu no canto inferior esquerdo do quadrado. A metralhadora Gardner foi então deslocada para o flanco esquerdo do quadrado para dar cobertura. O quadrado se fechou atrás deles deixando-os expostos. Duas companhias de infantaria pesada do regimento de tropas montadas em camelos também foram levadas para fora do quadrado para apoiar a metralhadora Gardner. A metralhadora tinha sido testada e considerada muito confiável na Grã-Bretanha, mas não tinha sido ainda testada no deserto com a areia solta em contato com seu mecanismo. Após setenta rodadas de disparos, a arma emperrou e quando a equipe de tiro tentou limpá-la, foram atacados por dervixes. Além dos quarenta homens do efetivo naval, os tenentes Alfred Piggott e Rudolph de Lisle foram mortos. O imediato Bill Rhodes juntamente com cinco marinheiros e sete outros ficaram feridos. Lord Charles Beresford foi ferido na mão esquerda por uma lança quando tentava se proteger sob a metralhadora. A violência do ataque pressionou os marinheiros a voltarem para o quadrado. Vários dervixes conseguiram entrar no quadrado, mas encontraram o interior cheio de camelos e não puderam avançar. As tropas nas fileiras da retaguarda abriram fogo contra os homens e camelos atrás deles, e foram capazes de conduzir os dervixes para fora do quadrado e obrigá-los a se retirarem do campo de batalha.
A batalha foi extremamente curta, com a duração de apenas quinze minutos do início ao fim. As baixas para os britânicos foram de nove oficiais e 65 outras patentes mortos e mais de uma centena de feridos. Os madistas perderam 1 100 homens durante o quarto de hora de luta, agravado pelo fato de apenas cerca de metade da força dervixe ter participado do ataque. Entre os mortos dervixes estava Musa wad Helu, um dos chefes madistas. O herói nacional britânico, coronel Frederick Gustavus Burnaby da Cavalaria Real, foi morto por uma lança na garganta. Frank Rhodes (irmão de Cecil) distinguiu-se quando teve vários cavalos em que montava mortos no curso da batalha, o que lhe valeu uma Ordem de Serviços Distintos. O soldado Alfred Smith lutou bravamente para salvar o seu oficial, o tenente Guthrie, e foi condecorado com a Cruz da Vitória. Outra ação que aconteceu dois dias depois, em Abu Kru (a Batalha de El Gubat) prejudicou o avanço da força de resgate comandada por Sir Herbert Stewart, mortalmente ferido nessa última batalha e que teve de passar o comando para o inexperiente Sir Charles William Wilson (o oficial de inteligência da coluna), que foi mais lento na organização de suas forças.

## Consequências
A coluna chegou demasiado tarde para salvar Cartum, que foi tomada pelos madistas poucos dias antes, causando a morte do general Gordon. Os dervixes de Mádi governaram o Sudão pelos próximos treze anos, com os britânicos retirando-se da área. A culpa pública oficial para este fracasso foi deixada com o Primeiro-Ministro Gladstone por atrasar vários meses, com a raiva considerável expressa em público da Rainha Vitória, para autorizar o resgate. Gladstone perdeu a confiança do público e muita autoridade e depois de dois meses, renunciou.
A unidade da Artilharia Real que participou da batalha ainda existe atualmente, renumerada como Bateria 176, e tem o título honorífico "Abu Klea", recebido em 1955 em reconhecimento da Cruz da Vitória ganha pelo soldado Smith.